# Gornja Lovnica (Žepče, BiH)
Gornja Lovnica je naseljeno mjesto u sastavu općine Žepče, FBiH, BiH.

## Zemljopis
Mjesto Gornja Lovnica i župa Lovnica, nalazi se u Zeničko-dobojskoj županiji, općina Žepče.
Mjesto je smješteno na regionalnom putu Žepče-Zavidovići, od desne strane rijeke Bosne i glavne ceste udaljeno oko 5 km. 
Od Žepča je udaljeno 14 km i smješteno jugoistočno od grada, a od Zavidovića je udaljeno 8 km. Gornja Lovnica je smještena u brdskom krajoliku i svojim smještajem zaštićena od vanjskih utjecaja. Selom teku dvije rječice Pejića rijeka i Lovnica, koje se spajaju na mjestu gdje počinje Gornja Lovnica te se odatle nakon 3 km ulijevaju u rijeku Bosnu. Mjesto se nalazi na nadmorskoj visini od 250 do 494 metara, a najviši vrh je brdo Kremenjača sa 638 metara te izvan sela Lipovača sa 668 metara nadmorske visine.

## Povijest
Mjesto Lovnica prvi put se u povijesnim izvorima spominje, 18. prosinca 1673., u pismu upućenom u Rim.
Tijekom svoje povijesti mjesto Gornja Lovnica pripadalo je župama Maglaj, Žepče, Osova, Zavidovići, a od 1. listopada 1989. odcjepljenjem od župe Zavidovići nastaje župa sv. Petar i Pavao, Lovnica. Kroz povijest mjesto je mijenjao svoje ime, isprva samo Lovnica, u Osmanlijskom razdoblju nosi ime Lovnica Zimjan ili Katolička Lovnica koje zadržava i u Austrougarskom razdoblju, a od 1953. godine nosi naziv Gornja Lovnica. U vrijeme ratnih zbivanja u BiH stanovništvo Gornje Lovnice je protjerano iz svojih domova na prostor općine Žepče, a domovi su porušeni i popaljeni. Od 1999. godine počinje povratak stanovništva, do 2002. godine u tek obnovljene domove vraća se 625 prijeratnih stanovnika, što je Gornju Lovnicu činilo najmasovnijim hrvatskim povratničkim mjestom u Federaciji BiH do tog vremena.
Do 2001. godine naselje se nalazilo u sastavu općine Zavidovići. 

## Stanovništvo
Nacionalni sastav stanovništva 1991. godine, bio je sljedeći:
ukupno: 721
- Hrvati - 710
- Srbi - 6
- Jugoslaveni - 4
- ostali, neopredijeljeni i nepoznato - 1